# مجموعات التعافي من إدمان المخدرات
تُعرف مجموعات التعافي من إدمان المخدرات بأنها جمعيات تطوعية للأشخاص الذين يشتركون في رغبة مشتركة في التغلب على إدمانهم على المخدرات.
تُستخدم المجموعات المختلفة أساليب مختلفة، تتراوح من علمانية تمامًا إلى روحية صريحة. تدعو بعض البرامج إلى الحد من تعاطي المخدرات بدلًا من الامتناع الصريح. يرتبط أحد الاستطلاعات للأعضاء الذين وجدوا مشاركة نشطة في أي مجموعة للتعافي من الإدمان بفرص أكبر للحفاظ على الرصانة.
على الرغم من عدم وجود فرق في أفضلية العلاج الجماعي أو الفردي للمريض، تشير الدراسات إلى أن أي علاج يزيد من النتائج الإيجابية للمرضى الذين يعانون من اضطراب تعاطي المخدرات. وجد الاستطلاع أن مشاركة المجموعة زادت عندما تطابقت معتقدات الأعضاء الفرديين مع معتقدات مجموعة الدعم الأولية الخاصة بهم (العديد من المدمنين هم أعضاء في مجموعات متعددة للتعافي من الإدمان). وجد تحليل نتائج الاستطلاع وجود علاقة إيجابية كبيرة بين تدين الأعضاء ومشاركتهم في برامج من اثنتي عشرة خطوة (تصف هذه البرامج نفسها بأنها روحية وليست دينية) إلى مستوى أقل في مجموعات التعافي الذكي غير الدينية، إذ كان عامل الارتباط أصغر بثلاث مرات بالنسبة إلى SMART Recovery، مقارنةً بمجموعات التعافي من الإدمان المكونة من اثنتي عشرة خطوة. كان التدين مرتبطًا عكسيًا بالمشاركة في المنظمات العلمانية من أجل الرصانة.
وجدت دراسة استقصائية لعينة مقطعية من الأطباء العاملين في مرافق العيادات الخارجية (جرى اختيارها من موقع محدد مرفق العلاج عبر الإنترنت «إس آي إم إتش إس إي»SAMHSA - ) أن الأطباء الذين يحيلون العملاء فقط إلى مجموعات من اثنتي عشرة خطوة كانوا أكثر عرضة من أولئك الذين يحيلون عملاءهم إلى مجموعات من اثنتي عشرة خطوة و«بدائل من اثنتي عشرة خطوة» للاعتقاد بقوة أقل في فعالية العلاج السلوكي المعرفي والنفسي الموجه، ومن المرجح أن يكونوا غير معتادين على بدائل من اثنتي عشرة خطوة. ارتبط الانحدار اللوجستي لمعرفة الطبيب ووعيه بفعالية العلاج السلوكي المعرفي وتفضيله لنموذج الخطوات الاثنتي عشرة بالإشارة حصريًا إلى مجموعات من اثنتي عشرة خطوة.

## برامج من اثنتي عشرة خطوة
هي منظمات المساعدة المتبادلة لغرض التعافي من إدمان المواد والإدمان السلوكي والإكراه. جرى تطويره في الثلاثينيات من القرن الماضي من قبل مدمني الكحول. ساعد أول برنامج من اثنتي عشرة خطوة مدمني الكحول المجهولين (AA) «آي آي»، عضويته على التغلب على إدمان الكحول. منذ ذلك الوقت، اشتُقت عشرات المنظمات الأخرى من نهج AA لمعالجة مشكلات متنوعة، مثل إدمان المخدرات والمقامرة القهرية والجنس والإفراط في تناول الطعام. تستخدم جميع البرامج المكونة من اثنتي عشرة خطوة نسخة من الخطوات الاثنتي عشرة المقترحة من AA، التي نُشرت أول مرة في كتاب مدمني الكحول المجهولين لعام1939 : قصة كيف تعافى أكثر من مئة رجل من إدمان الكحول.
تتضمن العملية كما لخصتها جمعية علم النفس الأمريكية (APA)، ما يلي:
-1الاعتراف بأنه لا يمكن للمرء السيطرة على إدمان الكحول أو الإدمان أو الإكراه.
2- الإيمان بقوة أعلى يمكنها أن تعطي القوة.
3- فحص الأخطاء السابقة بمساعدة كفيل (عضو متمرس).
4- إصلاح هذه الأخطاء.
5- تعلم أن تعيش حياة جديدة مع مدونة سلوك جديدة.
6- مساعدة الآخرين الذين يعانون من إدمان الكحول نفسه أو الإدمان أو الإكراه.
يحضر المشاركون الاجتماعات ويكونون قادرين على إجراء اتصالات جديدة مع الأعضاء الآخرين الذين يسعون جاهدين لتحقيق هدف مماثل. إذا كان الشخص غير قادر على حضور اجتماع وجهًا لوجه، فإن العديد من المجموعات تعقد اجتماعات عبر الهاتف أو عبر الإنترنت بوصفه خيارًا آخر. كل مجموعة لديها كتاب مدرسي خاص بها أو مصنفات أو كليهما، التي توفر معلومات حول برنامج الاسترداد الخاص بها واقتراحات حول كيفية «العمل على الخطوات».
في معظم الأحيان، يتوفر الأدب المجاني لأي شخص يطلبه في اجتماع. ويوفر هذا للأعضاء الجدد المحتملين أو أفراد الأسرة معلومات ذات صلة حول كل من الإدمان ونسخة تلك المجموعات المحددة من عملية التعافي المكونة من اثنتي عشرة خطوة.
الأعضاء الجدد مدعوون للعمل مع عضو آخر سبق له اجتياز الخطوات الاثنتي عشرة مرة واحدة على الأقل. يعمل هذا الشخص دليلًا للعضو الجديد، ويجيب على الأسئلة ويقدم ملاحظات في أثناء مرور العضو الجديد بالخطوات.
هذه المجموعات قائمة على أساس روحي، وتشجع على الاعتقاد بقوة أكبر من الأعضاء. معظمهم ليس لديهم مفهوم واحد محدد لما يعنيه ذلك، ويسمحون للعضو بتحديد ما تعنيه الروحانية بالنسبة إليهم لأنها تنطبق على شفائهم. وتشدد المجموعات على العيش على أساس روحي وليس دينيًا بالضرورة.
عادة ما تدعو المجموعات إلى الامتناع التام عن ممارسة الجنس، وعن جميع المخدرات، متضمنةً الكحول. ويرجع ذلك إلى الإمكانات المتصورة للإدمان المتبادل، وفكرة أن هناك ميلًا إلى مقايضة إدمان بآخر. على الرغم من قبول فكرة الإدمان المتبادل على أنها حقيقية في العديد من مجموعات التعافي من الإدمان، يقال إن الأدلة التجريبية التي تدعمها قليلة، وتشير الأبحاث الحديثة إلى أن العكس على الأرجح هو الصحيح.
فيما يلي قائمة بمجموعات التعافي من إدمان المخدرات المكونة من اثنتي عشرة خطوة. توجد أيضًا برامج من اثنتي عشرة خطوة لمشكلات أخرى غير إدمان المخدرات.
مدمنو الكحول المجهولون (AA): أنجبت مجموعة مدمني الكحول المجهولون (AA) برنامج التعافي المكون من اثنتي عشرة خطوة. تركز الاجتماعات على إدمان الكحول فقط وتدعو إلى الامتناع التام عن ممارسة الجنس، وتعقد الاجتماعات في جميع أنحاء العالم.
·الكوكايين المجهول (كاليفورنيا) (CA): تركز هذه المجموعة على التوقف عن الكوكايين وجميع المواد الأخرى التي تغير العقل. يدعو البرنامج إلى الامتناع التام عن جميع المواد التي تغير العقل من أجل التعافي من مرض الإدمان، وتعقد الاجتماعات في جميع أنحاء العالم.
الاحتفال بالتعافي (CR): الاحتفال بالتعافي برنامج تعافٍ لأية مشكلة في الحياة، متضمنةً الإدمان على المخدرات والكحول. على النقيض من معظم البرامج المكونة من 12 خطوة، تعترف المجموعة بيسوع المسيح قوةً أعلى. وتعقد مجموعاتهم في الولايات المتحدة.
·كريستال ميث مجهول (CMA): تركز هذه المجموعة على الامتناع عن الكريستال ميث على الرغم من أنها تدرك إمكانية الإدمان المتبادل، وهو ميل المدمن إلى استبدال إدمان بآخر. اجتماعاتها متاحة حاليًا في ثمانية بلدان.
·الهيروين المجهول (HA): تركز هذه المجموعة على الامتناع عن الهيروين جنبًا إلى جنب مع جميع المخدرات الأخرى، متضمنةً الكحول. تعقد الاجتماعات في إنجلترا والولايات المتحدة.
·الماريجوانا مجهول (MA): تركز هذه المجموعة على التعافي من إدمان الماريجوانا. وتعقد الاجتماعات في أحد عشر بلدًا.
·النيكوتين المجهول (NicA): هذه المجموعة مخصصة لأولئك الذين يرغبون في التوقف عن استخدام النيكوتين بجميع أشكاله. تتوفر المجموعات في العديد من البلدان.